# Řeka čaruje
Řeka čaruje je český film natočený režisérem Václavem Krškou v roce 1945. Film byl natočen podle lyrické rozhlasové hry Josefa Tomana, uvedené poprvé v červnu 1939 v režii Václava Sommera.

## Obsah
Hlavním hrdinou je stárnoucí muž, pan Kohák (František Hanus) žijící v područí své panovačné ženy, svázán životním stereotypem snobské společnosti takzvaných „vyšších kruhů“ a znuděn vnucenou nečinností. Po předstíraném zdravotním kolapsu má odjet na zotavenou k moři, ale odjede na Sázavu, do kraje svého mládí. Řeka a prostý venkovský způsob života si jej podmaní natolik, že "omládne". Chce navštívit kamaráda Lebedu, ale zjišťuje, že si vzal za manželku jeho první lásku, kterou on sám opustil kvůli výhodné partii z města. Přemýšlí nad svým dosavadním životem. V okamžiku, kdy ho nepozná a zapře jeho vlastní žena, se nakonec rozhodne zůstat a začít budovat svůj život znovu.

## Základní údaje
- Námět: Josef Toman
- Scénář: Václav Krška, Jaroslav Beránek
- Hudba: Jiří Srnka, Josef Stelibský, Jiří Julius Fiala
- Kamera: Julius Vegricht, Václav Hanuš
- Výtvarník: Jan Zázvorka
- Režie: Václav Krška
- Hrají: František Hanus, Růžena Šlemrová, Evelyna Kinská, Svatopluk Beneš, Jaroslav Marvan, Jindřich Plachta, Karel Dostal, Meda Valentová, František Vnouček
- Další údaje: černobílý, 96 minut, drama
- Ateliéry: Barrandov
- Exteriéry: Rataje nad Sázavou
- Výroba: National/Československá filmová společnost Praha, 1945